# Episodi di Un caso per due (quinta stagione)
La quinta stagione della serie televisiva tedesca Un caso per due, composta da 7 episodi, è andata in onda in Germania sul canale ZDF dal 25 gennaio 1985 al 20 dicembre 1985.
In Italia la serie è andata in onda su Rai 2 dal 10 luglio 1986 al 3 agosto 1988.
| nº | Titolo originale  | Titolo italiano        | Prima TV Germania | Prima TV Italia |
| -- | ----------------- | ---------------------- | ----------------- | --------------- |
| 1  | Der Versager      | L'incapace             | 25 gennaio 1985   | 10 luglio 1986  |
| 2  | Sechs Richtige    | La schedina vincente   | 8 marzo 1985      | 4 agosto 1986   |
| 3  | Fluchtgeld        | Un criminale in casa   | 24 maggio 1985    | 1º agosto 1986  |
| 4  | Schwarze Zahlen   | Un anonimo ricattatore | 20 settembre 1985 | 31 luglio 1986  |
| 5  | Rotkäppchen       | Cappuccetto rosso      | 18 ottobre 1985   | 2 agosto 1986   |
| 6  | Blutsbande        | Legami di sangue       | 15 novembre 1985  | 30 luglio 1986  |
| 7  | Scheidung in Weiß | Divorzio in bianco     | 20 dicembre 1985  | 3 agosto 1988   |

## L'incapace
- Titolo originale: Der Versager
- Diretto da: Pete Ariel
- Scritto da: Detlef Müller
- Interpreti: Günter Strack: Dr. Dieter Renz, Claus Theo Gärtner: Hermann Josef Matula, Christine Wodetzky: Claudia Hassler, Michael Hinz: Werner Hassler, Klaus Münster: Walter Lobschatz, Ulrich von Dobschütz: Kommissar Gleinich, Manfred G. Herrmann: Kommissar Kieper

### Trama
Werner Hassler ha lasciato in malo modo il fratello la sera prima e tenta di raggiungerlo al telefono. Più tardi lo troverà sparato nel suo ufficio dell'azienda di commercio di sanitari che ha.

## La schedina vincente
- Titolo originale: Sechs Richtige
- Diretto da: Michael Meyer
- Scritto da: Karl Heinz Siber
- Interpreti: Günter Strack: Dr. Dieter Renz, Claus Theo Gärtner: Hermann Josef Matula, Donata Höffer: Hildegard Krafft, Hans Brenner: Martin Krafft, Renate Schauss: Maria Berngiesser, Robert Stromberger: Herr Reichert

### Trama
Il camionista Martin Krafft festeggia per la vincita fatta, con il nome della sua amante Maria Berngiesser, al lotto. Nel consegnare la ricevuta al funzionario della lotteria, si dichiara di chiamarsi Mario, di aver sbagliato a scrivere Maria sulla ricevuta. Il funzionario scoprirà che esiste davvero a Francoforte una Maria Berngiesser sull'elenco telefonico.

## Un criminale in casa
- Titolo originale: Fluchtgeld
- Diretto da: Kaspar Heidelbach
- Scritto da: Peter Hemmer
- Interpreti: Günter Strack: Dr. Dieter Renz, Claus Theo Gärtner: Hermann Josef Matula, Claude-Oliver Rudolph: Ewald Kurr, Gottfried John: Hans Beckers, Pola Kinski: Ellen Schweppe, Ronald Nitschke: Karl Schweppe, Erika Deutinger: Iris Kustermann, Volkert Kraeft: Staatsanwalt Dr. Giese, Michael Hanemann: Einsatzleiter

### Trama
L'imputato e prigioniero Ewald Kurr deve ancora scontare diversi anni di pena e durante un'udienza in tribunale afferra un'arma lasciata sotto il banco. Prende in ostaggio uno degli agenti e fugge. Nel tentativo di fuga viene ferito ad una coscia da un poliziotto, ma riesce nell'intento con l'aiuto di Becker.

## Un anonimo ricattatore
- Titolo originale: Schwarze Zahlen
- Diretto da: Michael Mackenroth
- Scritto da: Detlef Müller
- Interprete: Günter Strack: Dr. Dieter Renz, Claus Theo Gärtner: Hermann Josef Matula, Anaid Iplicjian: Vera Eschholz, Udo Vioff: Werner Eschholz, Hans-Georg Panczak: Gerd Barnim, Karl-Heinz Hess: Dr. Falk, Imo Heite: Geschäftsführer

### Trama
La proprietaria della casa d'aste Vera Eschholz viene rapita e poco dopo i rapitori si presentano a casa sua per costringere il marito Werner a consegnare preziosi oggetti d'arte. L'avvocato Renz è presente a casa Eschholz per discutere del divorzio, e assiste alla scena. Renz sospetterà che sia una messa in scena da parte dei due.

## Cappuccetto rosso
- Titolo originale: Rotkäppchen
- Diretto da: Michael Mackenroth
- Scritto da: Karl Heinz Willschrei
- Interpreti: Günter Strack: Dr. Dieter Renz, Claus Theo Gärtner: Hermann Josef Matula, Karin Boyd: Sheila Nkunga,  Katharina Abt: Alice Abel, Klaus Barner: Dr. Zimmer, Ralf Richter: Dirk Pfeiffer, Hansjoachim Krietsch: Kommissar Kühn, Renate Kohn: Sekretärin Helga

### Trama
Poche settimane dopo la morte della madre, la giovane Alice si presenta a Francoforte e chiede aiuto a Matula. Porta un copricapo rosso. Vuole incontrare il padre biologico Gerd Hufschmidt, che ha divorziato dalla madre anni prima. La signora Hufschmidt si era però trasferita in Danimarca con Alice e gli altri figli. Alice ha solo il ricordo di dove abitavano nella villa a Francoforte.

## Legami di sangue
- Titolo originale: Blutsbande
- Diretto da: Bernd Fischerauer
- Scritto da: Karl Heinz Willschrei
- Interpreti: Günter Strack: Dr. Dieter Renz, Claus Theo Gärtner: Hermann Josef Matula, Helga Anders: Monika Brauer, Martin May: Pit Brauer, Michael Roll: Bernd Brauer, Gerd Böckmann: Staatsanwalt, Christoph Waltz: Alf Christen, Annette von Klier: Tanja, Max Wigger: Rolf Wirth

### Trama
Il diciannovenne Bernd viene incolpato della morte della sua ex ragazza Elvira. Poche ore prima avevano avuto una discussione animata. Dr. Renz inizierà ad indagare.

## Divorzio in bianco
- Titolo originale: Scheidung in Weiß
- Diretto da: Pete Ariel
- Scritto da: Peter Hemmer
- Interpreti: Günter Strack: Dr. Dieter Renz, Claus Theo Gärtner: Hermann Josef Matula, Eleonore Weisgerber: Sylvia Kern, Nicolas Brieger: Helmut Sievers, Lutz Reichert: Frank Busse

### Trama
Irene Sievers è una donna affascinante che decide di divorziare dal marito fedifrago. Mentre suo marito si occupava di affari incontra un'altra donna. Renz segue il caso di separazione dei due coniugi.